# Metaemene metaemenides
Metaemene metaemenides là một loài bướm đêm trong họ Erebidae.